# العلاقات الأمريكية الدومينيكية
العلاقات الأمريكية الدومينيكية هي العلاقات الثنائية التي تجمع بين الولايات المتحدة ودومينيكا.

## مقارنة بين البلدين
هذه مقارنة عامة ومرجعية للدولتين:
| وجه المقارنة                                              | الولايات المتحدة                                                                                                  | دومينيكا              |
| --------------------------------------------------------- | --- | --------------------- |
| المساحة (كم2)                                             | 9.83 مليون | 751                   |
| عدد السكان (نسمة)                                         | 311.58 مليون | 73.92 ألف             |
| الكثافة السكانية (ن./كم²)                                 | 31.7 | 9.84 ألف              |
| العاصمة                                                   | واشنطن العاصمة | روسو                  |
| اللغة الرسمية                                             | لغة إنجليزية | لغة إنجليزية          |
| العملة                                                    | دولار أمريكي | دولار شرق الكاريبي    |
| الناتج المحلي الإجمالي (بليون دولار)                      | 19.39 تريليون | 562.54 مليون          |
| الناتج المحلي الإجمالي (تعادل القوة الشرائية) بليون دولار | 18.04 تريليون | 789.63 مليون          |
| الناتج المحلي الإجمالي الاسمي للفرد دولار أمريكي          | 56.12 ألف | 7.12 ألف              |
| الناتج المحلي الإجمالي للفرد دولار أمريكي                 | 54.63 ألف | 10.88 ألف             |
| مؤشر التنمية البشرية                                      | 0.920 | 0.724                 |
| رمز المكالمات الدولي                                      | +1 | +1767                 |
| رمز الإنترنت                                              | .us، حكومة، .mil، Edu.                                                                                            | .dm                   |
| المنطقة الزمنية                                           | توقيت ساموا الأمريكية، توقيت أطلنطي موحد، منطقة زمنية وسطى، توقيت ألاسكا ‏، المنطقة الزمنية الجبلية، توقيت تشامرو ‏ | 00، توقيت أطلنطي موحد |

## منظمات دولية مشتركة
يشترك البلدان في عضوية مجموعة من المنظمات الدولية، منها:
| علم المنظمة | اسم المنظمة                        | تاريخ انضمام الولايات المتحدة | تاريخ انضمام دومينيكا |
| ----------- | ---------------------------------- | ----------------------------- | --------------------- |
|             | منظمة حظر الأسلحة الكيميائية       | ?                             | ?                     |
|             | الاتحاد الدولي للاتصالات           | 1 يوليو 1908                  | 28 أكتوبر 1996        |
|             | منظمة الشرطة الجنائية الدولية      | ?                             | ?                     |
|             | وكالة ضمان الاستثمار متعدد الأطراف | 12 أبريل 1988                 | 7 أكتوبر 1991         |
|             | منظمة التجارة العالمية             | ?                             | ?                     |
|             | يونسكو                             | 4 نوفمبر 1946                 | 9 يناير 1979          |
|             | مؤسسة التنمية الدولية              | 24 سبتمبر 1960                | 29 سبتمبر 1980        |
|             | الأمم المتحدة                      | 24 أكتوبر 1945                | 18 ديسمبر 1978        |
|             | الاتحاد البريدي العالمي            | ?                             | ?                     |
|             | البنك الدولي للإنشاء والتعمير      | 27 ديسمبر 1945                | 29 سبتمبر 1980        |
|             | مؤسسة التمويل الدولية              | 20 يوليو 1956                 | 29 سبتمبر 1980        |

## أعلام
هذه قائمة لبعض الشخصيات التي تربطها علاقات بالبلدين:
- نيكولاس ليفربول (9 سبتمبر 1934[25] – 1 يونيو 2015[25])

## وصلات خارجية
- موقع وزارة الخارجية الأمريكية